# Worb
Worb é uma comuna da Suíça, situada no distrito administrativo de Berna-Mittelland, no cantão de Berna. Tem 21,08 km² de área e sua população em 2018 foi estimada em 11.311 habitantes.